# 高橋秀幸 (実業家)
高橋 秀幸（たかはし ひでゆき、1977年 - ）は、日本の実業家、著述家、コンサルタント。秀實社代表取締役社長。
2013年より、産経新聞社の運営協力により、「次代の日本を担う人財」を社会に送り出すことを目指す、次代人財養成塾 One-Willを開講。
『仕事の教科書』（KADOKAWA）などの著書がある。

## 経歴
日本大学商学部卒業後、ファッション業界向け大手人材派遣会社に派遣社員として入社。2ヵ月更新の有期雇用契約の店舗清掃作業が、社会人としての最初の仕事であった。その後、管理責任者に最年少で就任。しかし、同社が日本法人を解散し、500名の派遣社員とともに失職。入社はゴールではなく、社会人としての起点でしかなく、自分の商品価値を高め続ける必要があることを体感。

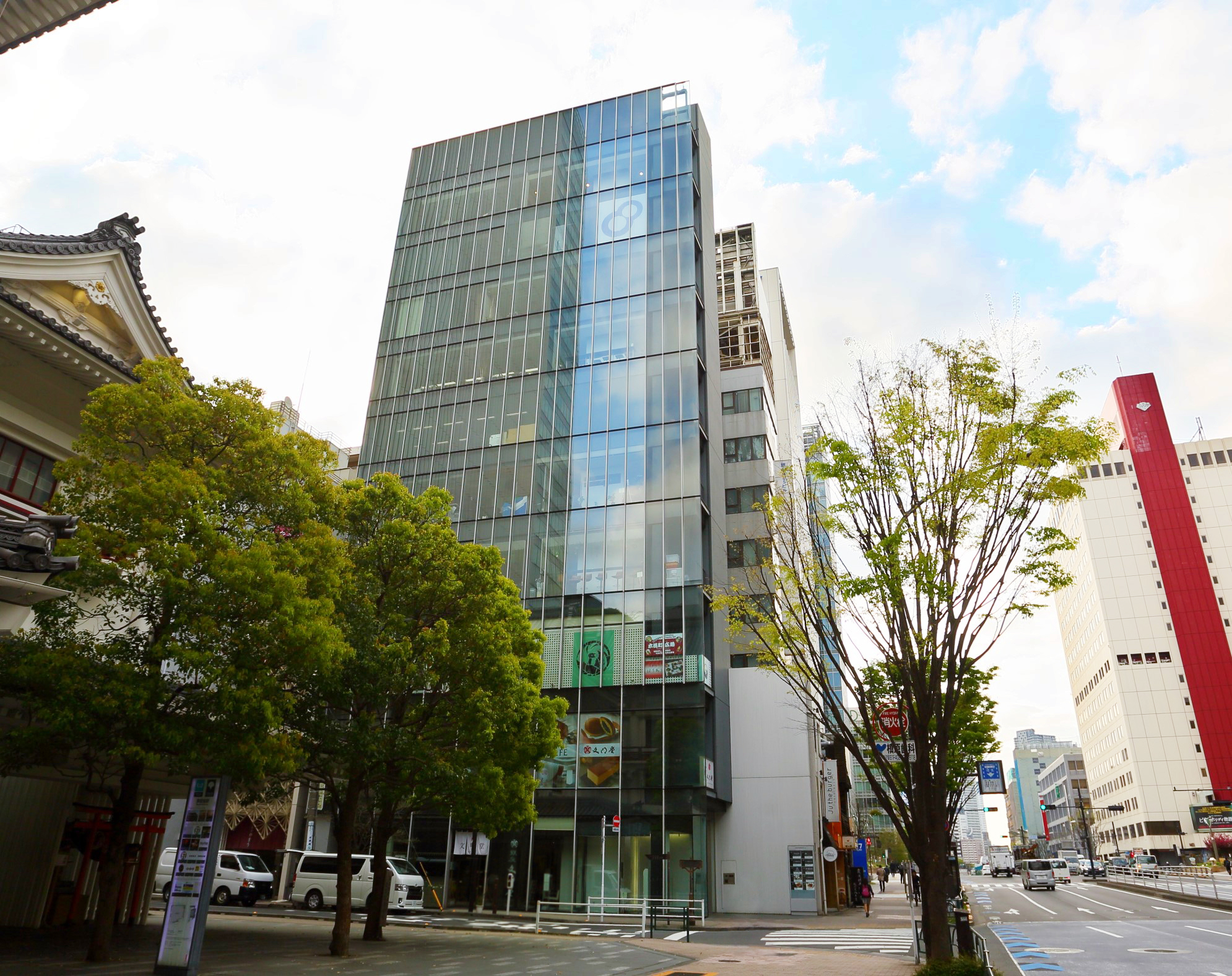
秀實社の入居する松竹倶楽部ビル

2010年、株式会社秀實社を設立。同社は企業における社員や組織の成長、発展を公約に、その道筋を可視化して内製化する研修トレーニングを主な業務とする。創業時より、戦略的企業ブランディング事業において、上場企業の幹部創生プロジェクトを担当。顧客には、日本企業として14年ぶりにアメリカのナスダックに上場を果たした企業もある。パーソナルブランディング事業では、延べ10,000名の全国の経営者・ビジネスパーソンのアイデンティティ確立から、出版・イベント・セミナーなどのサポートを行う。
2012年に「未来の百年企業」を発足。「未来の百年企業100」は、100年以上存続する永続経営を目指す、意欲的な企業を支援する会員制サービスである。組織変革事例共有セミナーや新入社員・管理職向け研修トレーニングなどを通じて組織の活性化、分身育成を目指す。
2013年よりは、「次代の日本を担う人財」を社会に送り出すことを目指し、産経新聞社の運営協力のもと、大学生（主に3年生）を対象とした次代人財養成塾 『One-Will』を開講。教育革命を提唱。高橋によれば、就職活動の形骸化が進み、就職がゴールになることで「内定を取ること」を目標にした学生が増え、入社後の早期退職者が増加した。この問題の解決のためには、学生は早い段階から『自分はこれから何を目指して生きるのか、働くのか』という命題に向き合う必要があるとし、『One-Will』は、第一線で活躍する経営者を通じて、夢やビジョン、自分の強みなど、『仕事への志』を育てていく場所として位置付けている。同塾のカリキュラムは、Basis（基準）、Experience（経験）、Planning（設計）の3つで構成され、既存の教育システムでは教えられない側面を補い、カリキュラムを通じて"自己規律"の心を養い、『軟弱でない人間』を作り上げる。この結果、塾を修了した学生は、事業計画書を読み込み、経営理念を理解して企業選びを行うに至り、即戦力ともなり得るとしている。

### 年譜
- 1977年 - 千葉県千葉市に生まれる。
- 2000年 - 日本大学商学部卒業。ファッション業界向け大手人材派遣会社に派遣社員（有期雇用契約）として入社[1]。大手外資系ブランド化粧品販売会社にて、管理責任者に最年少で就任。
- 2004年 - メンタルトレーニング学の第一人者のスポーツメンタルトレーナーに師事。
- 2007年 - 新卒採用支援企業の営業本部マネージャーとして、100名の学生組織をつくる。
- 2008年 - 組織人事コンサルティングファームで取締役社長に就任。全国の中小企業経営者とネットワークを築く。
- 2010年 - 株式会社秀實社を設立し、代表取締役社長に就任。
- 2012年 - 「未来の百年企業」を発足。経済情報誌『未来企業通信』を監修。
- 2013年 - 「次代の日本を担う人財」を社会に送り出すことを目指し、次代人財養成塾 One-Willを開講。産経新聞社の運営協力のもと、教育革命を提唱する。
- 2017年 - 2016年リオデジャネイロパラリンピック銅メダリスト芦田創を迎えた講演会を開催[10]。
- 2019年 - 12月10日、2代目・3代目社長に向けた「事業承継後の次世代経営セミナー」を4社と共同開催[11]。
- 2021年 - 1月11日、SUENOBAとの業務提携を開始。

出典

## 著書
- 『限界突破力』（ゴマブックス、2011年11月25日） ISBN 9784777115624
- 『図解 限界突破力』（ゴマブックス、2012年6月10日） ISBN 9784777115716
- 『未来企業通信①』（ゴマブックス、2012年11月10日）ISBN 9784777115754
- 『あなたは社長の分身になれますか?』（牧野出版、2013年5月27日）ISBN 9784895001670
- 『未来企業通信②』（ゴマブックス、2013年2月10日）ISB N9784777115778
- 『仕事の教科書』（KADOKAWA、2014年12月23日）ISBN 9784046539779

出典